# Om personkulten och dess konsekvenser

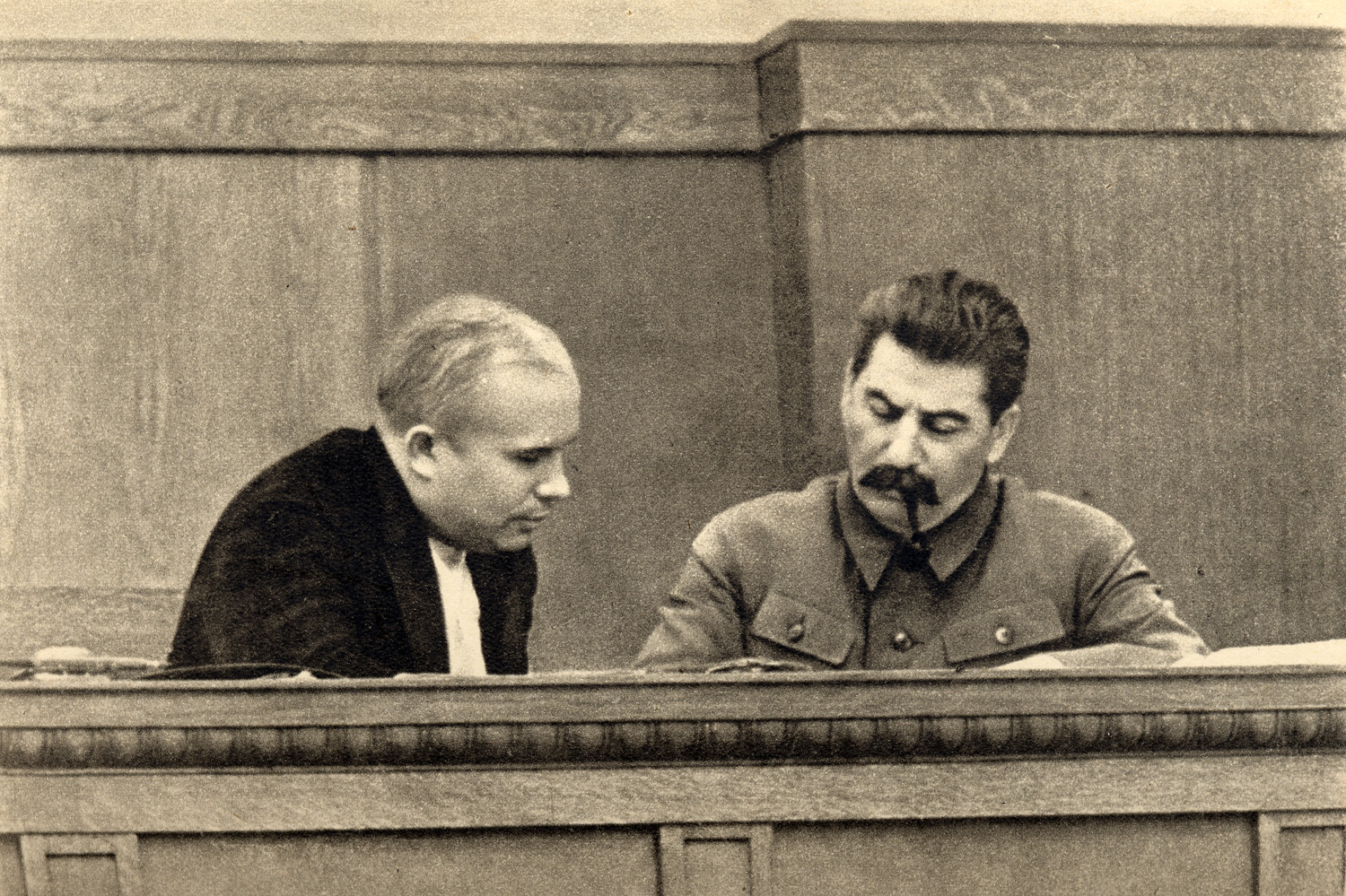
Chrusjtjov och Stalin 1936

Om personkulten och dess konsekvenser (ryska: О культе личности и его последствиях), vanligen refererat till som Chrusjtjovs "hemliga tal", är ett tal som hölls av Nikita Chrusjtjov på tjugonde partikongressen i februari 1956, då han på olika sätt fördömde Josef Stalin, personkulten kring denne samt den terror som Stalin låg bakom under 1930-talet och senare.

## Bakgrund
Efter Josef Stalins bortgång den 5 mars 1953 utbröt en ledarstrid inom Sovjetunionens kommunistiska partis partiledning, centralkommittén. Till sekreterare (ej förstesekreterare) i centralkommittén utnämndes Nikita Chrusjtjov och till ordförande i ministerrådet (regeringschef) Georgij Malenkov. Malenkov var nära förbunden med Lavrentij Berija, chef för det sovjetiska inrikesministeriet (MVD – rysk förkortning) inklusive ministeriet för statssäkerhet, den hemliga polisen. Chrusjtjov lyckades vinna över Malenkov för att göra sig av med Berija. I juli 1953 blev Berija arresterad och dömdes senare för bland annat konspiration för att ta makten över Sovjetunionen och terrormord. Direkt efter domen i december 1953 blev han avrättad.
Nyheten om Berijas avrättning fick som resultat en mängd av krav att offer för Stalins och Berijas terror skulle rehabiliteras. Ministeriet för statssäkerhet nedklassades till en byrå, KGB, och inrikesministeriet fick inte längre åtala sovjetmedborgare utan detta skulle skötas av åklagare. Anklagelserna mot Berija undergrävde också Malenkovs ställning som regeringschef; de två hade varit nära förbundna i slutet av 1940-talet och sett till att stalinisten Andrej Zjdanovs förbundna skickades till arbetsläger. Malenkov tvingades avgå som regeringschef i februari 1955 och efterträddes av Nikolaj Bulganin.
Under 1954 och 1955 hölls rättegångar över hela Sovjetunionen mot Berijas handgångna män. Till myndigheterna hade det kommit in miljontals nådeansökningar från fängslade eller anhöriga men 1955 hade inte mer än 10 000 av de fängslade blivit släppta, främst människor som varit aktiva i partiet på 1930-talet. Det fanns också undersökningskommissioner för att undersöka mordet på Sergej Kirov 1934, Grigorij Ordzjonikidzes självmord 1937 samt moskvarättegångarna 1936–1938.

## Talet
Kommunistpartiets tjugonde kongress skulle hållas i februari 1956 och all den uppmärksamhet som riktades mot händelser under stalintiden kunde inte undgå att tas upp i centralkommitténs rapport om vad som hänt sedan den föregående kongressen 1952. Vid ett möte med centralkommitténs presidium föreslog Chrusjtjov ett särskilt avsnitt om personkulten kring Stalin och dess konsekvenser men detta förslag avslogs. Även ett förslag om att låta två eller tre lägerfångar som varit partiaktiva på 1930-talet framträda på kongressen avslogs. När Chrusjtjov presenterade centralkommitténs rapport under kongressen gick han igenom de olika landvinningar och förbättringar som påstods ha gjorts i landet utan att nämna något om Stalin och nämnde endast kort Berijas avpollettering.
Några dagar efter kongressens början påminde Chrusjtjov partiledningen om att när kongressen börjat upphörde partiledningens befogenheter att gälla och övergick till kongressen. Partiledningen gick med på att Chrusjtjov skulle läsa upp en rapport om personkulten i centralkommitténs namn. Denna rapport, Om personkulten och dess konsekvenser, lästes upp av Chrusjtjov på morgonen den 25 februari 1956, direkt efter valet av ny centralkommitté. Bland de saker som togs upp i talet kan nämnas:
- Förföljelser av olika slag sanktionerade av Stalin
- Tortyr av medlemmar av politbyrån
- Konflikten mellan Lenin och Stalin och Lenins önskan att Stalin skulle avsättas som generalsekreterare
- De märkliga omständigheterna kring mordet på Kirov
- Stalins ansvar för Röda arméns nederlag i början av andra världskriget
- Stalins ansvar för det misslyckade jordbruket och misstag inom utrikespolitiken[5]

En del övergrepp som skedde under stalintiden togs inte alls upp: förföljandet av partimedlemmar som anklagades för att vara trotskister eller bucharinister, partiets vänster- och högerflygel eller övergrepp som skedde i samband med kollektivisering. En del passager i talet hade som syfte att misskreditera Chrusjtjovs motståndare i centralkommittén: Malenkov, Kaganovitj, Molotov och Vorosjilov, motståndare som Chrusjtjov med tiden skulle lyckas att utmanövrera.

## Följder
Chrusjtjovs tal blev aldrig offentliggjort av kommunistpartiet men det fick ändå snabbt spridning över hela världen. I Sovjetunionen blev det inom några veckor uppläst vid tusentals partimöten. I Georgiens huvudstad Tbilisi demonstrerade studenterna till stöd för Stalin. Via Polen och Israel fick amerikanska CIA tag i en kopia och i början av juni 1956 publicerades det i New York Times.
Sommaren 1956 antog centralkommittén en resolution med titeln Hur man övervinner personkulten och dess följder. På våren och sommaren 1956 frigavs så gott som alla politiska fångar och för politiska fångar som dött i arbetslägren inleddes en rättslig prövning. Bland de frigivna fanns mensjeviker och socialrevolutionärer som suttit i läger 25-30 år samt krigsfångar och människor som deporterats från sin hembygd. Politiskt oppositionella från 1920-talet rehabiliterades vanligen inte. Inte heller omprövades de så kallade skenrättegångarna från 1928–1931 och 1936–1938.

### Fotnoter
1. ↑  Medvedev (1984), s. 54-62
2. ↑  Medvedev (1984). s. 63-66
3. ↑  Medvedev (1984). s. 74
4. ↑  Medvedev (1984), s. 74–76
5. ↑  Medvedev (1984), s. 76–78
6. ↑  Crankshaw (1966), s. 231
7. ↑  Crankshaw (1966), s. 233–234
8. ↑  Yossi Melman (3 september 2006). ”Trade Secrets”. Haaretz. Arkiverad från originalet den 30 september 2007. https://web.archive.org/web/20070930235938/http://www.haaretz.com/hasen/pages/ShArt.jhtml?itemNo=692298. Läst 12 september 2007.
9. ↑  Enligt en version läcktes Chrusjtjovs tal i polsk översättning ut av den frigivne från fängelset och blivande kommunistpartiledaren Władysław Gomułkas hustru (som var av judisk börd) till en israelisk Shin Bet-agent som smugglade ut texten till Tel Aviv, där polsktalande David Ben Gurion efter genomläsning kommenterade talet – "Om det här dokumentet är autentiskt, är Ryssland på väg till demokrati – bara tjugofem eller trettio år ifrån" och sände det till Washington. I en annan version påstår en polsk journalist att han fick tillgång till dokumentet genom en kvinnlig kontorist hos den dåvarande kommunistledaren Ochab och överlämnade det till den israeliska ambassaden i Warszawa. Ett år senare emigrerade journalisten till Israel. Källor: Scheckter s.223–225; Grose s.424
10. ↑  Medvedev (1984), s. 85–87